# 敘永牌坊群
敘永牌坊群位於四川省瀘州市敘永縣，文物遺址年代判定為清。2012年7月16日公佈為第八批四川省文物保護單位。
敘永牌坊群位於四川省瀘州市敘永縣境內。牌坊群共四座：唐氏節孝牌坊（位於敘永縣大石鄉互助村四社，南距紅濟橋10公尺）、晏氏節孝牌坊（位於敘永縣龍鳳鄉雙橋村五社，南距丁連華家30公尺）、三塊石節孝牌坊（位於馬嶺鎮三塊石村二社三塊石，東距321國道50公尺處）、劉氏節孝牌坊（位於兩河鎮天生橋村九社，南面距天魚村級公路5公尺，東距郭姓農戶30公尺），均為石坊。
1. 唐氏節孝牌坊，建於清代，青砂石質。坐北向南，四柱三間五樓，主樓，邊樓鏤雕、深浮雕花草，人物共52龕，抱鼓石為圓雕龍、獅、麒麟、鹿。面闊7公尺，通高11.65公尺，牌坊通體無字，材質、規格，體量較大，雕刻精湛，是縣境內最為精美的石刻牌坊，為市級文物保護單位。
2. 晏氏節孝牌坊，建於清同治十年（1871），紅砂石質。坐東南向西北。四柱三間三樓，上刻“節孝流芳”“坤維正氣”，四柱刻對聯兩副。面闊5.64公尺，通高6.13公尺。
3. 三塊石節孝牌坊，建於清光緒八年（1882），紅砂石質。坐北向南。四柱三間三樓，主樓匾刻“玉武金相”，坊上深浮雕刻人物，花卉等圖案九龕。面闊6.23公尺，高14.2公尺，圓雕獅、蟾蜍、鹿抱鼓石8個，門柱刻楹聯兩副，為縣級文物保護單位。
4. 劉氏節孝牌坊，建於清同治十年（1871），石灰石質。坐北向南。四柱三間五樓，樓枋均刻有字和深浮雕刻人物故事，折枝花草，祥禽瑞獸8龕，柱刻對聯四副。面闊6.03公尺，通高8公尺．圓雕抱鼓石8個，為縣級文物保護單位。

敘永牌坊群是敘永縣清代石構建築中的重要組成部分，反映了當時的傳統文化思想，對於研究敘永縣乃至川南清代的政治、經濟、社會生活及文化藝術具有十分重要的參考價值。